# HIAG
HIAG (Dal tedesco: “Hilfsgemeinschaft auf Gegenseitigkeit der Angehörigen der ehemaligen Waffen-SS”, letteralmente “Associazione di mutuo aiuto di ex membri delle Waffen-SS”) fu un'organizzazione fondata nel 1951 da reduci delle Waffen-SS.

## Storia
L'obiettivo primario era quello di provvedere all'assistenza dei veterani, sia in campo economico sia in campo sociale, favorendo la riabilitazione del loro stato legale, con il conseguente diritto di usufruire della pensione per veterani, concessa ai membri delle forze armate tedesche (Kriegsmarine, Luftwaffe e Heer), ma non riconosciuta alle Waffen-SS, essendo considerati appartenenti a un'organizzazione criminale, per gli atti compiuti durante la seconda guerra mondiale. Al suo apice l'HIAG contava più di 70.000 degli approssimativamente 250.000 ex membri delle Waffen-SS che vivevano nella Germania Ovest. Durante gli anni '80 le tensioni politiche rallentarono fino a fermare la crescita dell'organizzazione, che venne sciolta nel 1992.